# Алешня (Износковский район)
Алешня — деревня в Износковском районе Калужской области России. Входит в сельское поселение «Село Износки»
Алешня (Олешня) — место, заросшее ольхой.

## География
Расположено у реки Рашена. Рядом — Износки, Торфяная, Носово, ж/д платформа 77-й километр.
Находится  на   дороге общего пользования  29 ОП РЗ 29К-013 А-130 «"Москва — Малоярославец — Рославль" — Дороховая —Износки»

## Население
| 2002 | 2010 |
| ---- | ---- |
| 111  | ↘98  |

## История
До конца XVIII века входила в дворцовую Морозовскую волость Медынского уезда.